# Nekrotizirajoči fasciitis
Nekrotizirajoči fasciitis je resna, hitro potekajoča okužba globokih mišičnih ovojnic; ne prizadene mišic. Zanjo je značilno, da prihaja do širjenja okužbe po površini mišičnih ovojnic, nekroz (mrtvin) ovojnic in posledičnih nekroz prilegajoče se kože in podkožja. Potek okužbe je hiter: v nekaj urah lahko prizadene predele celotnih okončin, v enem dnevu pa lahko pride do razvoja septičnega šoka. Večina bolnikov ima pridružena sistemska obolenja, največkrat je to sladkorna bolezen. Največkrat gre za polimikrobno okužbo, med monomikrobnimi povzročitelji prevladuje Streptococcus pyogenes. Zdavljenje mora obsegati radikalno nekrektomijo prizadetih predelov, ustrezno antibiotično terapijo in podporno zdravljenje na oddelku intenzivne terapije. Smrtnost kljub agresivnemu zdravljenju ostaja visoka.
Kaže se z mrzlico, visoko temperaturo, hudo prizadetostjo, koža nad vnetim mestom je nespremenjena ali rdeča in otekla. Po 4 do 5 dnevih postane prizadeto tkivo nekrotično in se prične luščiti; smrtnost je več kot 30-odstotna, če se vnetje razširi v mišico, je 80-odstotna.